# ماریا آلوز (بازیکن فوتبال)
ماریا آلوز (انگلیسی: Maria Alves؛ زادهٔ ۷ ژوئیهٔ ۱۹۹۳) بازیکن فوتبال اهل برزیل است.
از باشگاه‌هایی که در آن بازی کرده‌است می‌توان به باشگاه فوتبال زنان یوونتوس اشاره کرد.
وی همچنین در تیم‌های ملی فوتبال زنان برزیل بازی کرده‌است.